# Academia Valenciana de la Lengua
La Academia Valenciana de la Lengua (oficialmente y en valenciano Acadèmia Valenciana de la Llengua), también conocida por sus siglas AVL, es la institución encargada de redactar la normativa lingüística del idioma valenciano. Fue creada por la Ley de la Generalidad Valenciana 7/1998, de 16 de septiembre de 1998, de Creación de la Academia Valenciana de la Lengua, aunque no se constituyó hasta el 23 de julio de 2001, en un acto presidido por el entonces presidente de la Generalidad, Eduardo Zaplana, en el Salón de las Cortes del Palacio de la Generalidad.
Con la reforma del Estatuto de Autonomía de 2006 la AVL quedó reconocida como el único organismo competente en la regulación del valenciano, así como una de las instituciones estatutarias valencianas, quedando adscrita a la Presidencia, por lo que disfruta de personalidad jurídica propia y ejerce sus funciones con autonomía orgánica, funcional y presupuestaria para garantizar su objetividad e independencia, aunque se le atribuyen ciertas dependencias del poder político a través de sus representantes.
La AVL tiene como funciones determinar y elaborar, en su caso, la normativa lingüística del idioma valenciano, así como velar por el valenciano partiendo de la tradición lexicográfica, literaria, y la realidad lingüística genuina valenciana, así como, la normativización consolidada, a partir de las llamadas Normas de Castellón. Para esto cuenta con una serie de académicos, fijados en 21, nombrados por las Cortes Valencianas por un período de quince años, los cuales se ocupan de la gramática, la lexicografía, la onomástica, el fomento del uso de la lengua, la documentación lingüística y literaria, el asesoramiento lingüístico y las publicaciones. Las vacantes se cubren por cooptación interna.
Las decisiones de la AVL, en el ejercicio de las funciones que le corresponden, tienen que ser tenidas en cuenta por todas las instituciones de la Generalidad, así como también el conjunto de las administraciones públicas, el sistema educativo, y los medios de comunicación, entidades, organismos y empresas de titularidad pública o que cuenten con financiación pública con sede en la Comunidad Valenciana.
El mismo modelo de creación de la Academia Valenciana de la Lengua hace que la institución se haya convertido en un lugar de encuentro donde conviven las diversas sensibilidades lingüísticas que puedan representar los académicos, y donde siempre se ha buscado el consenso más amplio posible a la hora de aprobar las cuestiones importantes que afectan al valenciano.
Hasta la construcción de sus nuevas instalaciones, la Academia Valenciana de la Lengua tiene su sede en el monasterio de San Miguel de los Reyes, sede también de la Biblioteca Valenciana, ubicado en el barrio valenciano de Els Orriols, aunque puede tener otras sedes territoriales o celebrar sesiones en cualquier municipio de la Comunidad Valenciana.

## Historia

### Etapa con gobiernos del Partido Popular (1997-2015)

#### Fundación de la academia (1997-2001)
Tras el debate de política general, las Cortes Valencianas resolvieron el día 17 de septiembre de 1997 solicitar que el Consejo Valenciano de Cultura (CVC) dictaminara en función de fundamentos científicos e históricos respecto de las cuestiones lingüísticas valencianas. Debido a esta petición el Pleno del Consejo Valenciano de Cultura abrió un período de recepción de escritos y visitas que se cerró el día 28 de febrero de 1998. Hechas las consideraciones preliminares precedentes y consignados los antecedentes de rigor, el 13 de julio de 1998 el CVC emitió un dictamen en el cual proponía la creación de un ente de referencia normativa del valenciano que tuviera las siguientes características:

«I.- Que tenga personalidad jurídica propia, con independencia funcional y presupuestaria. 
 
II.- Que tenga capacidad para determinar la normativa en materia lingüística, reconocida por una Ley. Que sus decisiones en la materia sean vinculantes para las administraciones públicas, el sistema educativo, los medios públicos de comunicación, y otras entidades u órganos de titularidad pública o que cuenten con financiación pública. 
III.- Que los miembros del ente de referencia normativa sean 21, nombrados por períodos de 10 años. Que las vacantes que se puedan producir por renovación u otros motivos se cubran por cooptación interna. 
 
IV.- Que los miembros iniciales sean elegidos por las Cortes Valencianas por una mayoría de dos tercios, y por lo menos dos tercios de estos miembros sean expertos en valenciano con una acreditada competencia científica y académica, según criterios de evaluación objetiva. Y que el resto, hasta los 21 miembros, sean destacadas personalidades de las letras y de la enseñanza con una competencia lingüística y una producción reconocidas en el campo del valenciano.»

Tras el dictamen del CVC, los grupos parlamentarios popular, socialista y mixto presentaron una proposición de ley de creación de la Academia Valenciana de la Lengua a las Cortes Valencianas. Tras un largo y acalorado debate parlamentario, en el que se presentaron muchas enmiendas al anteproyecto de ley, el 16 de septiembre de 1998 se aprobó la ley 7/1998, de la Generalidad Valenciana, de Creación de la Academia Valenciana de la Lengua, que salió adelante por una amplia mayoría de los diputados de las Cortes Valencianas, ya que frente a los 73 votos a favor solo obtuvo 12 en contra. Los grupos parlamentarios popular, socialista y mixto votaron a favor de la norma, mientras que los grupos parlamentarios de Esquerra Unida-Els Verds y Unión Valenciana votaron en contra de la creación de la AVL.

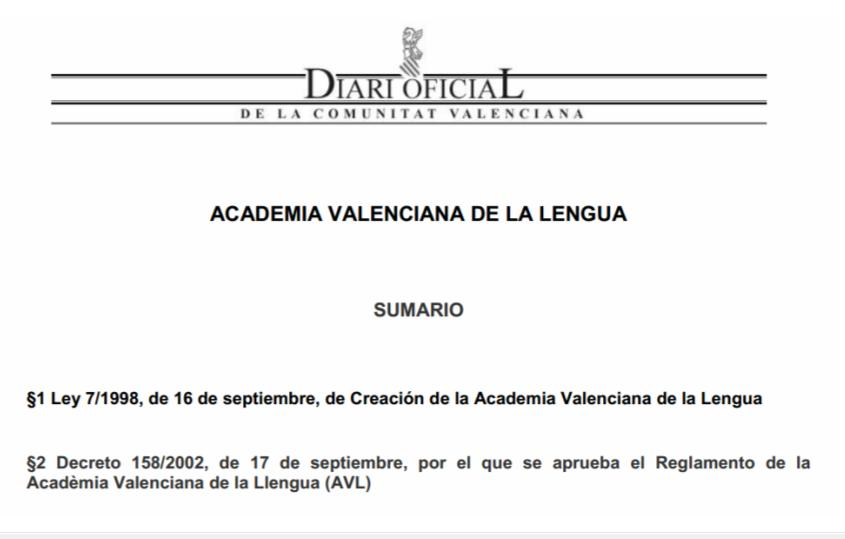
Legislación sobre la AVL publicada en el DOCV.

La ley introdujo una disposición transitoria que fijaba desde la entrada en vigor de la ley un plazo máximo de un mes para que las Cortes Valencianas eligieran a los primeros veintiún académicos, lo cual no sucedió, ya que los grupos parlamentarios del momento no llegaron a un acuerdo. Debido a esto la ley quedó paralizada entre los años 1998 y 2000. Sin embargo, en el año 2001 el Partido Popular y el Partido Socialista llegaron a un pacto para realizar el nombramiento de los académicos, el denominado Pacte de la llengua, el cual fue firmado el 14 de junio de 2001. Tras la firma del acuerdo, las Cortes Valencianas nombraron definitivamente el 15 de junio de 2001 a los 21 académicos de la AVL, desbloqueando así la ley 7/1998. De este modo, la AVL quedó constituida de forma oficial el 23 de junio de 2001, cuando los académicos tomaron posesión de sus actas en el acto fundacional de la AVL, el cual estuvo presidido por Eduardo Zaplana, Presidente de la Generalidad Valenciana. De este acto Xavier Casp, que era el miembro de más edad, salió como presidente provisional y Artur Ahuir, el más joven, resultó investido secretario eventual, hasta que el 31 de julio, en el primer pleno de la Academia se procediera a elegir al primer presidente oficial de la institución, de cuyo proceso saldría elegida Ascensió Figueres.

#### Primeros trabajos y polémicas (2002-2005)
Uno de los primeros trabajos que realizó la Academia Valenciana de la Lengua fue establecer el referente normativo oficial del valenciano. Para ello la AVL aprobó el 25 de marzo de 2002 un dictamen en el que especificaba que la normativa del valenciano era la que utilizaba la Consejería de Educación y Cultura desde 1983, cuando se promulgó la Ley de uso y enseñanza del valenciano (LUEV). Pese a que el dictamen parecía dejar claro cuál era el referente normativo oficial del valenciano, el Consejo de la Generalidad envió a la AVL un listado de palabras genuinas valencianas para que realizara un informe sobre su validez, y así fueran añadidas a las declaradas como oficiales por esta institución. De este modo, el 20 de mayo del 2002 la AVL aprobó un nuevo informe, el cual, según el académico Jordi Colomina, tenía como objeto explicar una serie de preferencias y opciones a propósito de la consulta de la Consejería de Cultura con una serie de ejemplos y dobletes (conjunto de dos palabras, una de evolución culta y otra popular).
La AVL también perseguía acabar con las polémicas sobre el nombre de la lengua y su identidad, por ello constituyó una ponencia para proponer el nombre de la lengua autóctona y su pertenencia a un sistema lingüístico. Pese al interés de la AVL de acabar con la polémica, el Grupo Popular de las Cortes Valencianas exigió a la Academia Valenciana de la Lengua que cumpliera tanto su ley de creación como el Estatuto de Autonomía —en el debate sobre el nombre de la lengua—, ya que consideraban que ante el acuerdo de crear una ponencia para estudiar y determinar la denominación de la lengua propia de los valencianos, la AVL estaba asumiendo competencias que no le correspondían pues la ley de creación de la AVL no incluye entre las competencias del organismo ninguna sobre la definición de la lengua.

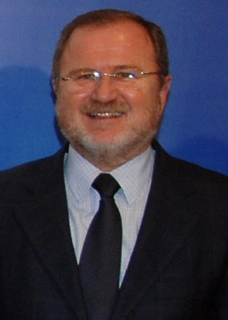
Alejandro Font de Mora, Consejero que obstaculizó la aprobación de los dictámenes de la AVL.

Pese a todo, la ponencia se constituyó, y estuvo integrada por Rafael Alemany y Manel Pérez Saldanya, por parte del sector proveniente del entorno de las universidades, y Ramón Ferrer y Àngel Calpe, por el sector proveniente de la RACV. Cuando la ponencia tenía el trabajo avanzado, surgió un conflicto a raíz de la denominación del valenciano en la Unión Europea, que afectó también a la AVL, puesto que la presidenta de la institución, Ascensión Figueres —del PP— pretendió frenar el dictamen de la ponencia sobre la denominación que fue encargada por el pleno de la institución, aunque finalmente gracias al apoyo de trece de los 21 miembros que integraban la AVL se continuó con el trabajo de la ponencia. Debido a esta polémica el Consejo de la Generalidad solicitó un informe al Consejo Jurídico Consultivo (CJC) sobre si la AVL tenía competencia para acordar o emitir un dictamen sobre la denominación y entidad del valenciano. El 9 de diciembre de 2004 el CJC aprobó su informe sobre el tema en cuestión, indicando que la institución carecía de competencia para acordar o emitir dicho dictamen, a no ser que le fuera solicitado por el Presidente de la Generalidad Valenciana, las Cortes Valencianas o el Consejo de la Generalidad, aunque incluso en estos casos debería defender y proteger la denominación y entidad de la lengua.
Debido al informe del CJC los académicos que votaron a favor de la ponencia enmendaron la propuesta de dictamen, ajustándola más a la literalidad de la ley de creación de la institución y su reglamento, por lo que el texto que se propuso defendía el uso de la denominación de valenciano, que a veces se combinaría con la de lengua valenciana, mientras que abogaba por utilizar conjuntamente los nombres de catalán y valenciano con igual rango y dignidad, solo de cara al exterior y en las circunstancias que requirieran identificar el conjunto del sistema lingüístico.
Pese a las cesiones, el día que debía aprobarse el dictamen, el consejero de Cultura, Alejandro Font de Mora, acudió por sorpresa al pleno de la Academia Valenciana de la Lengua para amenazarles con medidas legales y legislativas si osaban aprobar el dictamen, por lo que la presidenta de la Academia retiró ese punto del orden del día. Después de este acontecimiento, toda la oposición solicitó la dimisión del consejero de Cultura por su injerencia en la autonomía de la Academia Valenciana de la Lengua, pese a lo cual este no dimitió. Tras la obstaculización por parte del Consejo de la Generalidad de la aprobación del dictamen hubo varios contactos entre las diversas partes, tanto académicas como políticas, para resolver la crisis en el seno de la Academia. Finalmente el 9 de febrero de 2005 se celebró en Benidorm una nueva junta de gobierno de la AVL para desbloquear el citado dictamen, en la que se propuso un nuevo texto que únicamente reconocía la pertenencia del valenciano y del catalán a un mismo sistema lingüístico así como que ambos formaban parte de una lengua compartida, gracias a lo cual se consiguió su aprobación.
El Dictamen de la Academia Valenciana de la Lengua para la defensa de la denominación y la entidad del valenciano, aprobado el miércoles 9 de febrero de 2005, reconoció la unidad de la lengua valenciana-catalana, reivindicando la dualidad onomástica de la lengua, y que esta dualidad no sería un pretexto para ofrecer una visión fragmentada de la lengua, pidiendo a los poderes públicos que evitaran la instrumentalización política de la misma.

#### Años de calma institucional (2005-2011)

La zona en verde oscuro es El Carche, zona valencianohablante de Murcia.

El año 2005 marcó el comienzo de los cursos de valenciano en la Región de Murcia impartidos por la Academia Valenciana de la Lengua, puesto que recibió una solicitud del Ayuntamiento de Yecla para que organizara un curso de valenciano en su municipio, ya que esta localidad tenía varias pedanías valencianohablantes. De modo que la Academia impartió varios cursos de valenciano desde ese año en Yecla, los cuales tuvieron tanto éxito que en el año 2010 dos localidades más de la comarca del Carche —Jumilla y Abanilla— se sumaron al proyecto y la AVL amplió el número de cursos.
Uno de los acontecimientos más importantes de este período para la Academia tuvo lugar en el año 2006, cuando se reformó el Estatuto de Autonomía de la Comunidad Valenciana y la AVL adquirió el rango de institución estatutaria de la Generalidad Valenciana como «ente normativo del idioma valenciano», de modo que a partir de ese momento sus disposiciones lingüísticas son «de aplicación obligatoria en todas las administraciones públicas de la Comunidad Valenciana».
El 12 de julio de 2006 la Academia Valenciana de la Lengua presentó su primer texto normativo, el Diccionari ortogràfic i de pronunciació del valencià (DOPV), el cual según la presidenta de la AVL, era «la primera obra de trascendencia para la sociedad valenciana y para todos los que aman nuestra lengua». Posteriormente, también en el año 2006, la AVL publicó su segundo texto normativo, la Gramàtica normativa valenciana (GNV), que fue presentada como uno de los pilares básicos de la institución, fruto del consenso de «todos» y sin ser una gramática secesionista, aunque priorizaba las formas valencianas, pero sin salirse del estándar de la lengua. Incluso el consejero Alejandro Font de Mora, tan crítico en otros momentos con la postura de la institución, se comprometió a apoyar a este texto, haciendo que todas las instituciones públicas lo siguieran.
Entre la publicación del DOPV y de la GNV, hubo nuevas elecciones para elegir al presidente de la Academia, a la cual se presentaron la presidenta en funciones y el académico Emili Casanova, aunque finalmente salió reelegida Ascensió Figueres. Antes de finalizar su segundo mandato la presidenta decidió formar parte de las listas del PP en las elecciones generales de 2011, lo cual le impedía seguir siendo miembro de la Academia Valenciana de la Lengua. Por este motivo, Figueres dimitió y el filólogo y académico Manuel Pérez Saldanya la sustituyó de forma interina en el cargo de presidente hasta la celebración de unas nuevas elecciones. A las elecciones se presentaron dos candidatos, el presidente en funciones y el académico Ramón Ferrer Navarro, siendo elegido como nuevo presidente el segundo.
A partir del 18 de noviembre de 2011 ostentó la presidencia de la AVL Ramón Ferrer Navarro, quién realizó durante su toma de posesión como nuevo presidente de la AVL unas declaraciones en las que buscaba el consenso con todas los organismos culturales relacionados con la lengua. Por un lado consideraba «prioritario» el mantenimiento de «relaciones de extrema cordialidad con las históricas entidades valencianistas», es decir, la Real Academia de Cultura Valenciana (RACV) y Lo Rat Penat. Debido a esto, los máximos responsables de la RACV y de Lo Rat Penat elogiaron el «cambio» registrado en la Academia Valenciana de la Lengua. Por otro lado, subrayó su intención de mantener un contacto cordial con el Instituto de Estudios Catalanes (IEC), remarcando que ya había hablado personalmente con su presidente y que la voluntad, por una parte y por otra, era que las relaciones fueran cada vez más fluidas y productivas.

#### Polémico intento de redimensionamiento (2012-2013)
En el año 2012 la Generalidad Valenciana, al igual que el resto de España, estaba sufriendo una grave crisis financiera. Debido a esta situación de extrema gravedad, el presidente Alberto Fabra propuso a los grupos parlamentarios de las Cortes Valencianas, como medida para la reducción del déficit, la disminución del tamaño y redefinición de las instituciones estatutarias de la Generalidad, entre las que se encontraba la AVL. La propuesta del presidente para la AVL consistía en reducir de veintiuno a once los miembros, obligando a las Cortes a reeditar el pacto primigenio de los académicos del valenciano y extender la tutela política sobre la Academia otros 15 años. El entonces presidente de la Academia Valenciana de la Lengua, Ramón Ferrer, señaló que la reducción de veintiuno a once académicos solo supondría una diferencia del 5% respecto al presupuesto del año 2012 y propuso buscar soluciones alternativas, como ajustar el presupuesto del ente normativo y las dietas de los académicos. Pese a esta propuesta del presidente de la AVL, el Consejo de la Generalidad comenzó a tramitar varias leyes para modificar las instituciones estatutarias, todo ello sin el consenso con los partidos de la oposición de las Cortes Valencianas.
Pese a las justificaciones del Gobierno valenciano, el Consejo Económico y Social (CES) aseguró que los cambios legales que se impulsaban en las instituciones autonómicas no estaban justificados por el ahorro de dinero, por lo que propusieron suprimir la justificación referida a la situación de «prolongada crisis económica», ya que esa frase aludía a una situación coyuntural que con el paso del tiempo podría devenir en inoperante. Pese al dictamen del CES, el pleno del Consejo de la Generalidad aprobó en junio del 2013 el proyecto de ley con el que pretendía reestructurar la AVL. Los partidos de la oposición no estaban de acuerdo con la proposición de ley, por lo que todos presentaron una enmienda a la totalidad del proyecto de ley, aunque fueron desestimadas por la mayoría absoluta del PP.
En la Comisión de coordinación, organización y régimen de las instituciones de la Generalidad de las Cortes Valencianas se aprobó, por los votos favorables del PP, la propuesta del Consejo de la Generalidad de reducir de veintiuno a quince los miembros de la AVL, cuatro más que los once propuestos inicialmente porque así «se garantizaban en mayor grado» los objetivos de la institución. A lo cual, los tres grupos de la oposición (PSPV, Compromís y EUPV), respondieron rechazando la disminución de académicos de la AVL y criticando la injerencia del Consejo de la Generalidad en la independencia de esta entidad y acusándole de «romper el consenso» con el que nació la institución en 1998. Finalmente, como para modificar las leyes que regulan las instituciones de la Generalidad se necesitaba una mayoría cualificada de tres quintas partes de los diputados de las Cortes Valencianas —apoyo que no tenía el Gobierno del PP— el proyecto de ley no se presentó ante el pleno de las Cortes, de modo que no se pudo votar, por lo que la AVL siguió manteniendo su estructura orgánica inicial.

#### Publicación del diccionario normativo (2014)
Una de las obras más esperadas de la Academia Valenciana de la Lengua, por su importancia, era el Diccionari normatiu valencià (DNV), de cuya creación estuvo a cargo una comisión formada por seis académicos —Rafael Alemany, Ramón Ferrer, Josep Palomero, Artur Ahuir, Manuel Pérez Saldanya y Jordi Colomina, siendo este último su coordinador—. Tras doce años de trabajo, la AVL aprobó el 31 de enero de 2014 el DNV, compuesto por más de 93 000 vocablos, el cual recoge la definición de los términos, los sinónimos y el uso característico aceptable y, cuando es pertinente, la utilización más local y coloquial de las palabras. El diccionario fue aprobado por una amplia mayoría de los académicos, ya que dieciséis votaron a favor del texto, dos en contra y dos se abstuvieron. La Academia Valenciana de la Lengua afirmó que el 31 de enero de 2014 «será un día histórico para nuestra lengua y para la cultura del pueblo valenciano, por lo que este día marcará un antes y un después para todos aquellos ciudadanos que aman el signo de identidad más emotivo y potente de un pueblo».

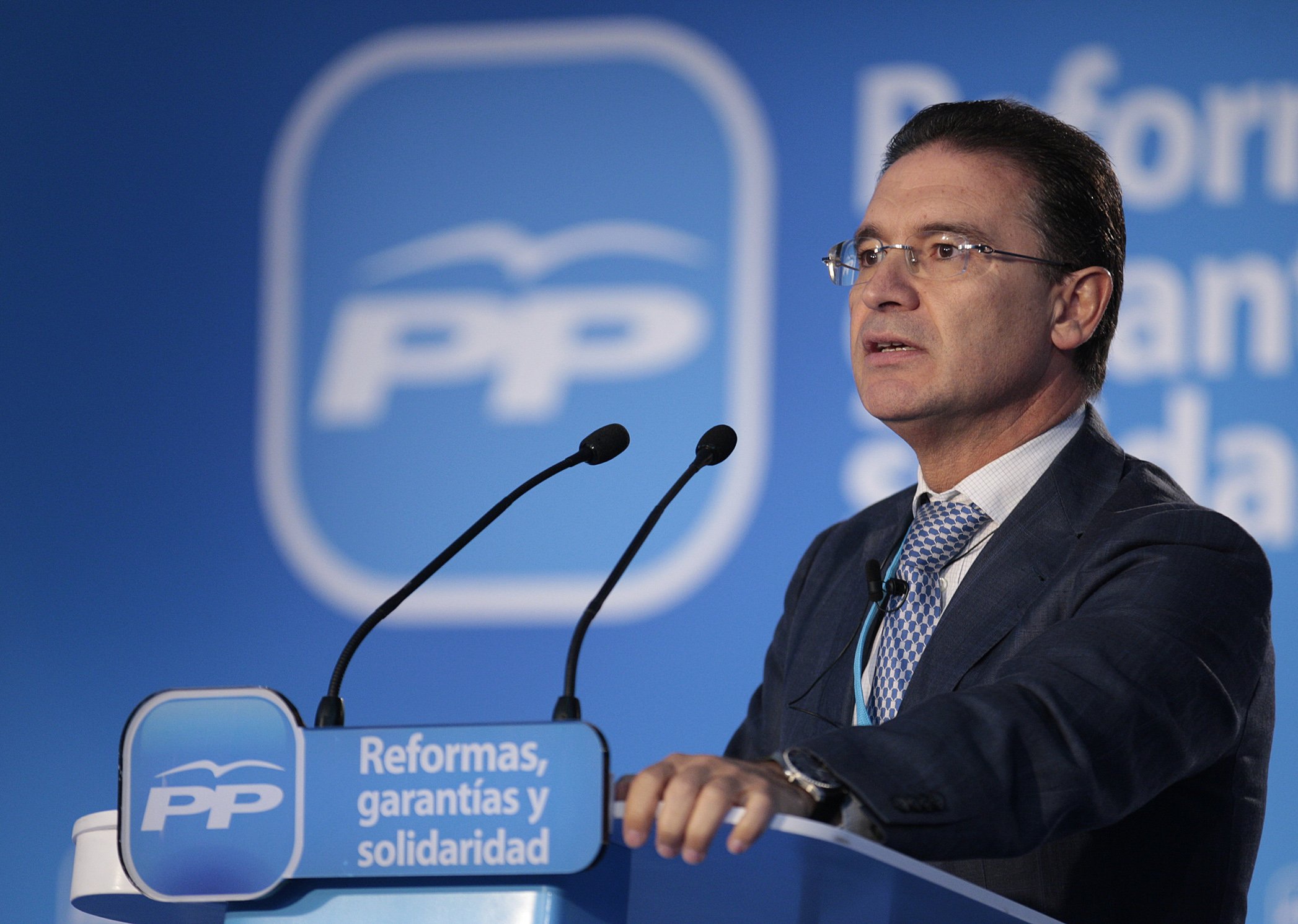
Serafín Castellano, uno de los políticos del PP más críticos con las posturas lingüísticas de la AVL.

La aprobación del diccionario se encontró con un problema que empañó su presentación, ya que este incluía una definición que no gustó nada al partido del gobierno de la Generalidad Valenciana. La definición de la polémica era la del nombre de la propia lengua, el valenciano, y la traducción literal de esta definición dice así: «lengua románica hablada en la Comunidad Valenciana, así como en Cataluña, las Islas Baleares, el departamento francés de los Pirineos Orientales, el Principado de Andorra, la franja oriental de Aragón y la ciudad sarda de Alguer, lugares donde recibe el nombre de catalán.» El 1 de febrero de 2014, el secretario regional del PP, Serafín Castellano, aseveró que «al equiparar el valenciano y el catalán, la AVL pierde todo su sentido, porque se creó precisamente para defender la personalidad de nuestra lengua, al igual que las academias de otras comunidades autónomas bilingües». A lo que Josep Palomero, vicepresidente de la AVL, respondió mediante las siguientes declaraciones en las que dijo: «es incomprensible que un gobierno actúe con estas declaraciones en contra de una institución de la propia Generalidad y que ha hecho un enorme esfuerzo al incorporar muchísimos vocablos valencianos que hasta ahora no aparecían en los diccionarios.»
Como consecuencia de las críticas y los ataques, la AVL no publicó su diccionario el día previsto, aunque alegó que no lo hizo por problemas técnicos. Pese a la versión de la AVL varios medios de comunicación, entre ellos El País, dijeron que el diccionario no se publicó el día previsto porque el Gobierno de Alberto Fabra lo había vetado.
Tras varios días de polémica la Generalidad Valenciana, a través de la Consejería de Educación, Cultura y Deporte, pidió al Consejo Jurídico Consultivo (CJC) que dictaminara «con carácter urgente» si la definición de valenciano incluida en el DNV de la Academia Valenciana de la Lengua se acomodaba al Estatuto de Autonomía. Al preguntarle los medios de comunicación sobre el tema de la polémica, el presidente del CJC, Vicente Garrido, respondió que «la Academia Valenciana de la Lengua tiene la competencia de determinar la normativa del idioma valenciano, por lo que el valenciano es lo que la AVL diga que es, aunque otra cosa es el tema de la denominación del idioma».
El 6 de febrero, pese a que el CJC no había realizado aun el dictamen sobre el diccionario, la AVL lo publicó en su página web, aprovechando el hecho de que la solicitud del informe de la Generalidad al CJC no iba acompañada de otro escrito al propio ente normativo para advertirle que, mientras no se confirmara ese dictamen, no podía publicar su obra. No obstante, la AVL introdujo en el diccionario una advertencia que decía así: «la definición de valenciano del diccionario ha sido objeto de una petición de dictamen al CJC por parte de la consejera de Educación, Cultura y Deporte». Pese a las críticas y polémicas, la sociedad valenciana respondió positivamente ante la publicación del diccionario, llegando en apenas tres días a recibir cerca de 85 000 visitas. El mismo día que se publicó el DNV el presidente del Consejo Valenciano de Cultura (CVC), Santiago Grisolía, salió en defensa de la AVL instando a la Generalidad a que asumiera el nuevo diccionario normativo de la Academia Valenciana de la Lengua o si no que disolviera la institución, puesto que «si creas la Academia tienes que dejar que haga lo que debe hacer y se acabó».
El 12 de febrero, el CJC realizó su dictamen sobre el tema, en el que estimó que la definición incluida en el diccionario no se acomodaba al Estatuto, aunque también dejaba claro que la potestad para confeccionar el diccionario en valenciano y definir la lengua era de la Academia. Al día siguiente, la junta de gobierno de la AVL respondió al dictamen del CJC mediante un comunicado en el que defendía su autoridad normativa: «El dictamen del CJC ha dejado rotundamente claro que el valenciano es lo que la Academia diga que es, en ejercicio de su función de determinar la normativa oficial del valenciano». Además del comunicado el vicepresidente de la AVL, Josep Palomero, explicó que a partir del mes de marzo de 2014, cuando se hiciera la remodelación de las secciones de la AVL, alguna de ellas se encargaría de empezar a estudiar el informe del CJC, aunque afirmó que llevaría tiempo, pues el diccionario costó 12 años de hacer.
Por su parte, la respuesta de la consejera de Educación al informe fue que el Gobierno valenciano se contentaría con una definición de valenciano que se acomodara al ordenamiento jurídico, lo cual para la AVL ya se cumplía en la definición cuestionada. Posteriormente, el 24 de febrero, el presidente de la Generalidad, Alberto Fabra, hizo público que había mantenido una reunión con el presidente de la Academia Valenciana de la Lengua, con el objetivo de generar tranquilidad y serenidad tras la polémica provocada por la definición de valenciano del DNV aprobado por el ente normativo.
Dentro de la polémica surgida tras la publicación del DNV, el 6 de marzo, el presidente de la AVL, Ramón Ferrer, remitió una carta al decano de la RACV en la que le comunicaba su dimisión como académico de número de la histórica entidad valencianista, lo cual dejaba a la AVL sin ningún representante de la RACV entre sus miembros.
Tras varios meses de estancamiento, el 1 de septiembre la portavoz del Gobierno valenciano y consejera de Educación, Cultura y Deporte realizó una nueva declaración donde amenazaba a la Academia con la posible eliminación de su presupuesto para el año 2015 si no modificaba la definición de valenciano en su diccionario, aunque recalcó que en esos momentos trabajaban por la vía del diálogo. A lo que el presidente del Consejo Valenciano de Cultura, Santiago Grisolía, señaló que no creía que se llegara a tomar esta medida.
Escasamente un mes después, el consejero Luis Santamaría anunció el 20 de octubre en el foro de Lo Rat Penat que el pleno del Consejo iba a aprobar un anteproyecto de ley de señas de identidad, que establecería la definición de valenciano como «lengua propia e idioma oficial de la Comunidad Valenciana», y en el que se recogería que todas las instituciones de la Generalidad deberían adecuar sus actuaciones en respeto a la individualidad de la lengua valenciana, debiéndose esto a que ni las presiones ni las amenazas del Consejo de la Generalidad habían logrado que se modificara la definición de valenciano en el diccionario de la Academia. El consejero también remarcó que el Consejo de la Generalidad estaba analizando varias fórmulas para hacer que la AVL cumpliera el dictamen del CJC, el cual estaba ignorando.
Pese a las críticas y amenazas, la AVL permaneció firme en su postura y mantuvo la definición polémica, postura ensalzada por todos los partidos de la oposición de las Cortes Valencianas (PSPV, Compromís y EUPV), por la plataforma educativa Escola Valenciana, así como también por el IEC. De forma indirecta, la Real Academia Española (RAE) también dio la razón a la Academia Valenciana de la Lengua sobre la definición de valenciano, ya que en la nueva edición del Diccionario de la lengua española lo definía como la variedad del catalán hablada en la Comunidad Valenciana, definición que también generaba malestar entre los miembros del Partido Popular y del Gobierno de Alberto Fabra.

#### Nuevas tensiones con el Consejo de la Generalidad (2015)
El Consejo de la Generalidad aprobó el 30 de diciembre de 2014 el anteproyecto de la Ley de Señas de Identidad del Pueblo Valenciano, con la que se pretendía blindar «la individualidad de la lengua valenciana», además de otros temas como son los espectáculos taurinos, la gastronomía, la música y las fiestas populares valencianas. Mediante esta ley se subvencionaría a la Real Academia de Cultura Valenciana y a Lo Rat Penat, asociaciones privadas contrarias a la Academia Valenciana de la Lengua, ya que a diferencia de esta, ambas consideran que el valenciano es una lengua independiente y distinta del catalán, la cual se debe regir por las normas del Puig. Además de esto, el grupo parlamentario popular de las Cortes Valencianas pretendía ir más allá, ya que presentó varias enmiendas al anteproyecto, en las que se pedía que los títulos de valenciano emitidos por estas instituciones así como las normas del Puig se consideraran oficiales. El 7 de enero de 2015, el Consejo Jurídico Consultivo afirmó que el proyecto de ley de Señas «adolece de un marcado carácter programático y los objetivos que se persiguen con esa norma ya se encuentran al alcance de los poderes públicos sin necesidad de una nueva norma con rango legal en el ordenamiento.» Finalmente, el pleno de las Cortes Valencianas aprobó el 25 de marzo la «Ley de reconocimiento, protección y promoción de las señas de identidad del pueblo valenciano» con los votos en solitario del PP, mientras que la oposición abandonó el hemiciclo en señal de protesta.
Por otro lado, el Partido Popular reactivó el 20 de enero de 2015, tras más de un año en el cajón, el proyecto de modificación de la ley de creación de la Academia Valenciana de la Lengua (AVL), así como también la del Consejo Valenciano de Cultura (CVC). La Junta de Portavoces de las Cortes estableció que se debatiría este proyecto de Ley en el pleno de las Cortes la siguiente semana, aunque ya se sabía que ninguna de las dos iniciativas saldría adelante ya que el PP no contaba con la mayoría necesaria de tres quintos para aprobarlas. Formalmente lo que deseaba el Partido Popular era reducir de 21 a 15 el número de académicos de la AVL, aunque según el periodista Juanjo García Gómez, del diario Levante-EMV, lo que pretendía el Gobierno valenciano en realidad era volver a poner a cero el contador de los 15 años de tutela política de la Generalidad sobre la institución normativa del valenciano, ya que en el año 2016 iba a expirar el periodo a partir del cual los académicos no se elegirían a propuesta de los partidos, sino de los propios miembros de la institución.
El 28 de enero se realizó la votación sobre la reforma de la ley de creación de la Academia Valenciana de la Lengua, siendo el PP, que rechazó todas las enmiendas de la oposición, el único partido que votó a favor de la reforma, de modo que la propuesta obtuvo únicamente 46 votos favorables —frente a los 60 requeridos— y 37 en contra. Por su parte, la oposición acusó a los populares de no ir a defender una ley, ya que nacía muerta por no tener el apoyo suficiente, sino a hacer un acto de propaganda con el que únicamente buscaban reactivar la batalla de la lengua y acabar con una institución que se había pronunciado en contra de sus tesis lingüísticas.
El 26 de febrero falleció el académico Pere María Orts, y un mes después, en el último pleno de la legislatura de las Cortes Valencianas, el Partido Popular propuso a Lluís Fornés "El Sifoner" para ocupar el puesto que Orts dejó vacante, el cual fue rechazado por el conjunto de la oposición en dos votaciones secretas, lo cual supuso el no nombramiento de "El Sifoner" como académico ya que era necesario el voto favorable de tres quintas partes de los diputados. El motivo que alegó el PSPV para rechazar la propuesta del PP se debió a que en el año 2001 Eduardo Zaplana (PP) y Joan Ignasi Pla (PSPV) negociaron que en la AVL habría un cupo de seis académicos que serían propuestos por consenso de ambos partidos, al margen de la cuota de cada uno. Y en ese cupo de consenso, según el PSPV, figuraban Orts y Ascensión Figueres, otra vacante que estaba sin cubrir desde el año 2011, por lo que se acusó al PP de intentar engañar a la oposición para imponer un candidato que, según el acuerdo alcanzado hace catorce años, debía ser de consenso.

### Etapa de gobierno del PSPV y Compromís (2015-actualidad)
En esta nueva etapa, el presidente de la Generalidad, Ximo Puig, aseguró que pretendía normalizar la relación con la Academia Valenciana de la Lengua (AVL) ya que "está haciendo bien su trabajo y va a contar con toda la colaboración y con toda la lealtad desde la presidencia de la Generalitat". Del mismo modo, el presidente, en relación sobre si se dejaría a la AVL que publicara en papel el Diccionario Normativo, que incluye la definición del valenciano que el anterior Consejo del PP cuestionó por equipararlo con el catalán, anunció que "no va a haber intromisión alguna en temas filológicos por parte del gobierno".
En junio de 2020 la AVL firmó con el Institut d'Estudis Catalans (IEC) y la Universidad de las Islas Baleares (UIB) un protocolo de colaboración para alcanzar una normativa inclusiva y unitaria «para su lengua común». Este documento generó una fractura dentro de la AVL al haber varios académicos que ejercieron un voto particular en contra del acuerdo.

## Competencias
Según el Estatuto de Autonomía de la Comunidad Valenciana, la Academia Valenciana de la Lengua es la institución de carácter público de la Generalidad que tiene por función determinar y elaborar, en su caso, la normativa lingüística del valenciano, siendo su normativa lingüística de aplicación obligatoria en todas las administraciones públicas de la Comunidad Valenciana.
Junto a esto, las competencias básicas de la AVL quedan recogidas en Ley 7/1998 de la Generalidad Valenciana, y se amplían en el Decreto 158/2002, de 17 de septiembre, por el que se aprueba el Reglamento de la AVL, concretamente en su artículo número 2:

«Artículo 2. Serán competencias de la AVL:

a) Determinar la normativa oficial del valenciano en todos sus aspectos.

b) Fijar, a solicitud de la Generalidad las formas lingüísticamente correctas de la toponimia y
la onomástica oficial de la Comunidad Valenciana, para su aprobación oficial.

c) Emitir y difundir informes o dictámenes y realizar los estudios sobre la normativa y la onomástica oficial valenciana, ya sea a iniciativa propia o a requerimiento de las Instituciones Públicas de la Comunidad Valenciana.

d) Estudiar el patrimonio literario y documental valenciano.

e) Velar por el uso normal del valenciano y defender su denominación y entidad.

f) Informar sobre la adecuación a la normativa lingüística de la AVL de los textos producidos por las Instituciones Públicas o que requieran la aprobación oficial, así como de la producción audiovisual de la Comunidad Valenciana.

g) Elaborar y elevar al Consejo de la Generalidad y a las Cortes Valencianas una Memoria Anual en la cual, además de exponer sus actividades durante el ejercicio, se recojan las observaciones y consejos pertinentes para el uso normal del valenciano en cualquiera de sus manifestaciones.

h) Las otras que, dentro del ámbito de sus competencias, le encarguen el Presidente de la Generalidad, las Cortes Valencianas o el Gobierno Valenciano.»

## Académicos
Según la ley de creación de la Academia Valenciana de la Lengua esta debe estar compuesta por veintiún académicos, que deberán tener la condición política de valenciano y ser expertos en valenciano con una acreditada competencia científica y académica, ser unas personalidades destacadas de las letras o de la enseñanza en materia lingüística, o tener una producción reconocida en el campo del valenciano o la cultura valenciana. El cargo es incompatible con cualquier cargo parlamentario, como diputado de las Cortes Valencianas o del Congreso de los Diputados, senador, miembro de algún otro Parlamento Autonómico o del Parlamento Europeo. Tampoco podrán ser académicos los miembros del Gobierno de España o de cualquier gobierno autonómico o local, los altos cargos de la Administración Autonómica y del Estado, y el personal al servicio de la AVL.
Los académicos son nombrados por las Cortes Valencianas por un período de quince años. Tras los primeros quince años de la elección, la AVL procederá, por cooptación de los veintiún miembros, a la renovación de un tercio de los académicos; y, posteriormente, cada cinco años se renovará  otro tercio de los inicialmente elegidos. El tercio restante se renovará cinco años después de la segunda renovación por el mismo procedimiento, y así sucesivamente cada cinco años.

### Académicos en activo
En el año 2016, tras el fallecimiento del académico Josep Lluís Doménech, la AVL cuenta con 20 académicos, aunque ese mismo año se eligieron por primera vez los nuevos miembros mediante el sistema de cooptación interna.
| - Agost Canós, Rosa - Ahuir i López, Artur - Calpe Climent, Àngel Vicent - Cantó Doménech, Verònica (presidenta desde 2022) - Cerdà Sanchis, Immaculada (secretaria) - Colomina Castanyer, Jordi - Ferrer Navarro, Ramón (presidente de 2011 a 2022) - Francés Díez, Maria Àngels - Gregori Parra, Àngels - Manuel Cuenca, Carme | - Marín Jordà, Maria Josep - Martines Peres, Josep - Mira Casterà, Joan Francesc - Montserrat Buendia, Sandra - Montoya Abat, Brauli - Palomero Almela, Josep - Ramos Alfajarín, Joan Rafael (vicepresidente) - Saragossà Alba, Abelard - Tasa Fuster, Vicenta - Vila Moreno, Alfons |

### Académicos del pasado
Desde el año 2001 han dejado de ser miembros de la AVL los siguientes académicos:
| - Alemany Ferrer, Rafael (2001/2016) - Arnau i García, Ramón (2001/†2008) - Ayza Roca, Alfred (2001/†2003) - Barceló Torres, Carme (2001/2003) - Bellveser Icardo, Ricard (2006/2011) - Casanova Herrero, Emili (2003/2021) - Casp Vercher, Francesc Xavier (2001/2002, presidente provisional en 2001) - Doménech Zornoza, Josep Lluís (2001/†2016) - Ferrando Francés, Antoni (2001/2021) - Figueres Górriz, Ascensió (2001/2011, primera presidenta electa -2001/2011-) - Gascon i Pelegrí, Vicent (2001/2004) | - Gil Albors, Joan Alfons (2001/2015) - González Felip, Marisol (2001/2015) - Guardiola Savall, M. Isabel (2017/2021) - Hauf i Valls, Albert-Guillem (2001/2021) - Meseguer Pallarés,Lluís Bartomeu (2001/2021) - Miquel Diego, Carme (2016/†2019) - Mira i Gonzàlez, Eduard (2011/2021) - Navarro Sorní, Miquel (2001/2015) - Orts i Bosch, Pere María (2001/†2015) - Pérez Saldanya, Manuel (2001/2016) - Ros i Pardo, Honorat (2001/2021) |

## Órganos y funciones
Según la Ley 7/1998 y el Decreto 158/2002, la Academia Valenciana de la Lengua cuenta con dos órganos de gobierno colegiados, el Pleno y la Junta de Gobierno, y un órgano unipersonal, el presidente. Pese a esto, tal y como recoge la normativa que regula la AVL, además de estos órganos la AVL debe estructurarse en comisiones y secciones, que son órganos de trabajo, a la vez que también debe contar con un vicepresidente y con un secretario, los cuales son considerados como otros órganos unipersonales. De este modo el organigrama definitivo de la AVL quedaría del siguiente modo:
- Órganos unipersonales:
  - La Presidencia.
  - La Vicepresidencia.
  - La Secretaría.
- Órganos colegiados:
  - El Pleno.
  - La Junta de Gobierno.
  - Los órganos de trabajo.
    - Las secciones.
    - Las comisiones.

### Órganos unipersonales

#### La Presidencia
El Presidente de la Academia Valenciana de la Lengua será elegido por el Pleno de entre sus miembros por mayoría absoluta, por un período de cinco años, y podrá ser reelegido, consecutivamente, por otros cinco años más. Para poder ser candidato a la Presidencia será necesario el aval de un tercio de los académicos.
Entre sus principales funciones está la de representar a la institución, y se encarga de presidir, convocar y fijar el orden del día de las sesiones del Pleno y de la Junta de Gobierno, y puede convocar y presidir todas las secciones y comisiones. Cada año debe enviar una memoria de las actividades de la institución tanto a las Cortes Valencianas como al presidente de la Generalidad Valenciana. Además de estas funciones, también se le atribuyen el resto que están determinadas en la Ley 7/1998 y en el Decreto 158/2002.
Desde el 18 de noviembre de 2011 ostenta la presidencia de la AVL Ramón Ferrer Navarro, quien ganó la elección frente al entonces presidente en funciones, el filólogo Manuel Pérez Saldanya. Este venía ocupando el cargo desde la dimisión de la anterior presidente, Ascensió Figueres, quien decidió formar parte de las listas del PP en las elecciones generales de 2011.
| Presidentes y Presidentas de la Academia Valenciana de la Lengua |                              |                         |                         | |
| Presidente/a                                                     | Presidente/a                 | Inicio de mandato       | Fin de mandato          | Notas |
| Prov.                                                            | Francesc Xavier Casp Vercher | 23 de junio de 2001     | 31 de julio de 2001     | Presidente provisional, durante el periodo comprendido entre la toma de posesión de las actas de académicos y la elección de la presidenta. Fue nombrado presidente por ser el académico de más edad. |
| 1ª                                                               | Ascensió Figueres Górriz     | 31 de julio de 2001     | 14 de octubre de 2011   | Primera presidenta de la Academia. Reelegida en 2006. Dimitió en octubre de 2011 para poder presentarse a las elecciones generales de ese año.                                                        |
| Int.                                                             | Manuel Pérez Saldanya        | 14 de octubre de 2011   | 18 de noviembre de 2011 | Presidente en funciones desde la dimisión de Ascensió Figueres hasta la celebración de la nueva elección, en la que fue candidato frente a Ramón Ferrer, quien fue elegido.                           |
| 2°                                                               | Ramón Ferrer Navarro         | 18 de noviembre de 2011 | 11 de marzo de 2022     | Segundo presidente electo. Fue también académico de número de la RACV desde el 26 de junio de 1984 hasta el 6 de marzo del 2014.                                                                      |
| 3ª                                                               | Verònica Cantó Doménech      | 11 de marzo de 2022     | Actualmente en el cargo | Tercera presidenta electa. |

#### La Vicepresidencia
El vicepresidente, que desde el año 2011 es Josep Palomero Almela, sustituirá al presidente en casos de ausencia, enfermedad o vacante, así como en los asuntos que delegue en él el presidente. El vicepresidente de la Academia Valenciana de la Lengua forma parte de la Junta de Gobierno, ostentando también el cargo de vicepresidente.

#### La Secretaría
La Secretaría, puesto ocupado por Verònica Cantó Doménech, se encarga de los trámites administrativos e información general sobre los servicios que realiza la AVL, como puede ser el preparar y cursar el orden del día de las sesiones de la Academia, o el redactar y autorizar las actas, así como las otras funciones que se determinan en la Ley 7/1998 y en el Decreto 158/2002. En caso de vacante, de ausencia o enfermedad, el secretario será substituido por el vocal de menor edad en la Junta de Gobierno, y en el Pleno, por la académico más joven.

### Órganos colegiados

#### El Pleno
El órgano máximo de decisión de la Academia Valenciana de la Lengua es el Pleno, integrado por los veintiún académicos, que deberá reunirse por lo menos una vez al trimestre, aunque puede delegar funciones en la Presidencia de la AVL o en la Junta de Gobierno. Entre las principales funciones del Pleno está el elegir al presidente y al resto de miembros de la Junta de Gobierno, así como los cargos que incluye el reglamento. También se encarga de aprobar el proyecto de reglamento y las posibles modificaciones, la memoria anual de la institución, el anteproyecto del presupuesto anual, los planes y los programas de actuación para cada ejercicio económico, y también el régimen ordinario de sesiones del pleno y de las reuniones de las secciones y de las comisiones. Otra función del Pleno es la creación, modificación y extinción de secciones y comisiones, así como de acordar su composición. Además se encarga de aprobar los informes o dictámenes a que se refiere el artículo 7 de la Ley de Creación de la AVL, así como de convocar premios, ayudas o becas de estudios sobre el valenciano.

#### La Junta de Gobierno
El otro órgano colegiado de la Academia es la Junta de Gobierno, formado por el presidente, Ramón Ferrer Navarro, el vicepresidente, Josep Palomero Almela, la secretaria, Verònica Cantó Doménech, y dos vocales, Emili Casanova Herrero y Josep Lluís Doménech Zornoza. La elección de la Junta de Gobierno la realiza el Pleno, presidido por una mesa de edad, con el voto favorable de la mayoría absoluta de los miembros de derecho. En una primera fase se elegirá la presidencia, para lo cual los académicos candidatos deberán ser avalados por un tercio de los miembros del Pleno. En segunda fase, se elegirá el resto de la Junta de Gobierno. Podrán ser candidatos los académicos avalados por la Presidencia electa o por un tercio de los académicos. La Junta de Gobierno será elegida para un periodo de cinco años, pudiendo ser reelegida por un segundo periodo consecutivo de cinco años más.
La Junta de Gobierno se encarga de elaborar anualmente una memoria anual de la institución, así como el anteproyecto del presupuesto anual para elevarlo al Pleno, el cual una vez sea aprobado también se encarga de gestionar. También es la encargada de elaborar los informes y dictámenes a los que se refiere el artículo 7 de la Ley de Creación de la AVL, así como de proponer al Pleno el establecimiento de convenios y acuerdos con otros organismos o instituciones. Del mismo modo, recae en la Junta de Gobierno el proponer al Pleno la creación, modificación y supresión de secciones y comisiones que se considere conveniente para el cumplimiento de las tareas atribuidas a la AVL, así como cualquier otra atribución que le atribuya la Ley 7/1998 o el Decreto 158/2002.
Finalmente, las atribuciones genéricas de los dos vocales de la Junta de Gobierno son el compartir con los otros miembros de la Junta de Gobierno las funciones propias de este órgano, así como cualquier otra función que les atribuya el Pleno o el presidente o la Junta de Gobierno, para asegurar el buen funcionamiento de la Academia y su presencia institucional. Además de estas funciones, uno de los dos vocales de la Junta de Gobierno tendrá las funciones de tesorero, si así lo acuerda la Junta de Gobierno, correspondiéndole el dar apoyo a la Presidencia.

#### Los órganos de trabajo
Las secciones y las comisiones son los órganos de estudio, de información y de asesoramiento de la AVL, y sus conclusiones tendrán que someterse a la consideración del Pleno o de la Junta de Gobierno, según corresponda. Tanto las secciones como las comisiones están formadas por un presidente, un secretario y varios vocales, los cuales serán elegidos por el Pleno teniendo en cuenta criterios de competencia y especialización, preferencias personales y equilibrio entre las diferentes secciones y comisiones.

##### Secciones
Las secciones son órganos colegiados estables creados por el Pleno, que atienden con carácter general las competencias básicas atribuidas a la Academia Valenciana de la Lengua. Las secciones originarias de la Academia eran: la de gramática; la de onomástica; la de documentación lingüística y literaria; y la de fomento del uso del valenciano. En el año 2014, tras la publicación del Diccionari normatiu valencià (DNV) se reorganizó la estructura de la Academia Valenciana de la Lengua, por lo que en la actualidad las secciones con las que cuenta la AVL son:
- La sección de onomástica, cuyo trabajo se centra en la toponimia y antroponimia valenciana.
- La sección de fomento del uso del valenciano, encargada de fomentar y ampliar el uso del valenciano en todos los niveles sociales de la Comunidad Valenciana.
- La sección de documentación y del Corpus Informatizado del Valenciano (CIVAL), en la que se trata de recopilar las principales obras escritas en valenciano, y así poder catalogarlas y/o digitalizarlas.
- La sección de lexicografía y gramática, la cual será la encargada de la actualización del Diccionari normatiu valencià.
- La sección de terminología y lenguajes específicos, que se encarga de impulsar los léxicos y los vocabularios creados por la institución.

##### Comisiones
Las comisiones son órganos de carácter eventual que puede crear el Pleno con una finalidad concreta, y una vez cumplido su objetivo se extinguirán. En su origen, la AVL tenía seis comisiones en activo, las cuales eran: la comisión del Diccionari normatiu valencià; la de textos religiosos; la técnica de publicaciones; la de Joan Roís de Corella; la de Vicent Andrés Estellés; y la de lenguajes específicos. Con la reorganización de la estructura de la Academia Valenciana de la Lengua del año 2014, se eliminaron las comisiones del diccionario normativo, cuyas funciones realizaría a partir de entonces la sección de lexicografía y gramática, y del escritor del año, cuyas competencias pasaron a la sección de documentación lingüística y literaria. De este modo desde el año 2014 las comisiones con las que cuenta la AVL son únicamente las dos siguientes:
- La comisión técnica de publicaciones, encargada de realizar las publicaciones de la AVL.
- La comisión de textos religiosos, hasta que se acabe la última revisión de los textos litúrgicos, prevista para diciembre del 2015.[120] Esta comisión se está encargando de la traducción de los textos religiosos, como el misal romano.

## Acuerdos y dictámenes
El Pleno de la AVL aprueba sus acuerdos por la mayoría absoluta de los miembros de derecho del órgano, debiéndose publicar en el Diario Oficial de la Generalidad Valenciana todos aquellos que afecten a la normativa lingüística. La Academia ha aprobado tres acuerdos con carácter normativo, los cuales tratan sobre sobre la denominación y entidad del valenciano y sobre la normativa del valenciano, aunque la mayoría de los acuerdos que ha aprobado no tienen carácter normativo, y han tratado temas tan variados como el 70.º aniversario de las Normas de Castellón, el 20º aniversario de la Ley de uso y enseñanza del valenciano, etc.

### Dictámenes sobre la normativa del valenciano
Antes de publicarse la Gramàtica normativa valenciana (2006) y el Diccionari normatiu valencià (2014), normativa que regula oficialmente el valenciano, el referente normativo oficial que se usó de forma provisional para el valenciano fue el aprobado en el acuerdo plenario del 25 de marzo de 2002, el cual decía que provisionalmente el referente normativo oficial del valenciano era, a todos los efectos, el conjunto de criterios ortográficos, gramaticales y léxicos usados en los textos y documentos oficiales de la Consejería de la Generalidad Valenciana responsable de la aplicación y despliegue de la Ley de uso y enseñanza del valenciano desde la aprobación de esta ley (1983) hasta el 25 de marzo de 2002. Tras este primer dictamen, la Consejería de Cultura y Educación de la Generalidad Valenciana solicitó un nuevo dictamen en el que se pedía que ampliara la ejemplificación del dictamen del 25 de marzo, cuya respuesta fue el dictamen del 20 de mayo de 2002, en el que se numeraban una serie de palabras genuinas valencianas.

### Dictamen sobre la denominación y entidad del valenciano

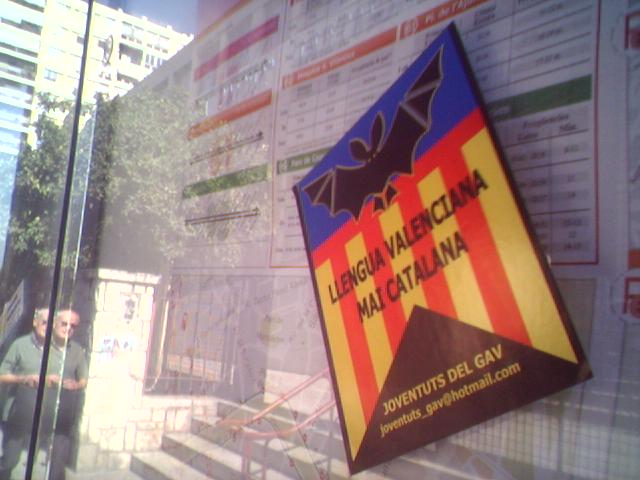
Cartel del GAV sobre la no catalanidad del valenciano.

La posición de la AVL sobre el conflicto lingüístico valenciano quedó recogida en el dictamen sobre los principios y criterios para la defensa de la denominación y la entidad del valenciano, en el que la AVL proclamaba que «el valenciano, idioma histórico y propio de la Comunidad Valenciana, forma parte del sistema lingüístico que los correspondientes estatutos de autonomía de los territorios hispánicos de la antigua Corona de Aragón reconocen como lengua propia.» Con este circunloquio se reconoce la unidad de la lengua que hablan los valencianos, catalanes, baleares y aragoneses de la Franja.
Sobre el nombre de la lengua, la AVL ha declarado en el dictamen sobre los principios y criterios para la defensa de la denominación y la entidad del valenciano que «la denominación de valenciano es la tradicional, histórica, legal, estatutaria y, por lo tanto, la más adecuada al marco institucional.» y pide además que la dualidad onomástica no se utilice para ofrecer una visión fragmentada de la lengua valenciana-catalana.

## Críticas a la AVL
La Academia Valenciana de la Lengua ha sido desde su creación objeto de críticas por sectores diversos y opuestos, debidas en su gran mayoría al conflicto lingüístico valenciano, del cual derivan otras polémicas como la publicación del Diccionari normatiu valencià, así como también por el coste económico que supone su mantenimiento.

### Críticas del sectorblavero

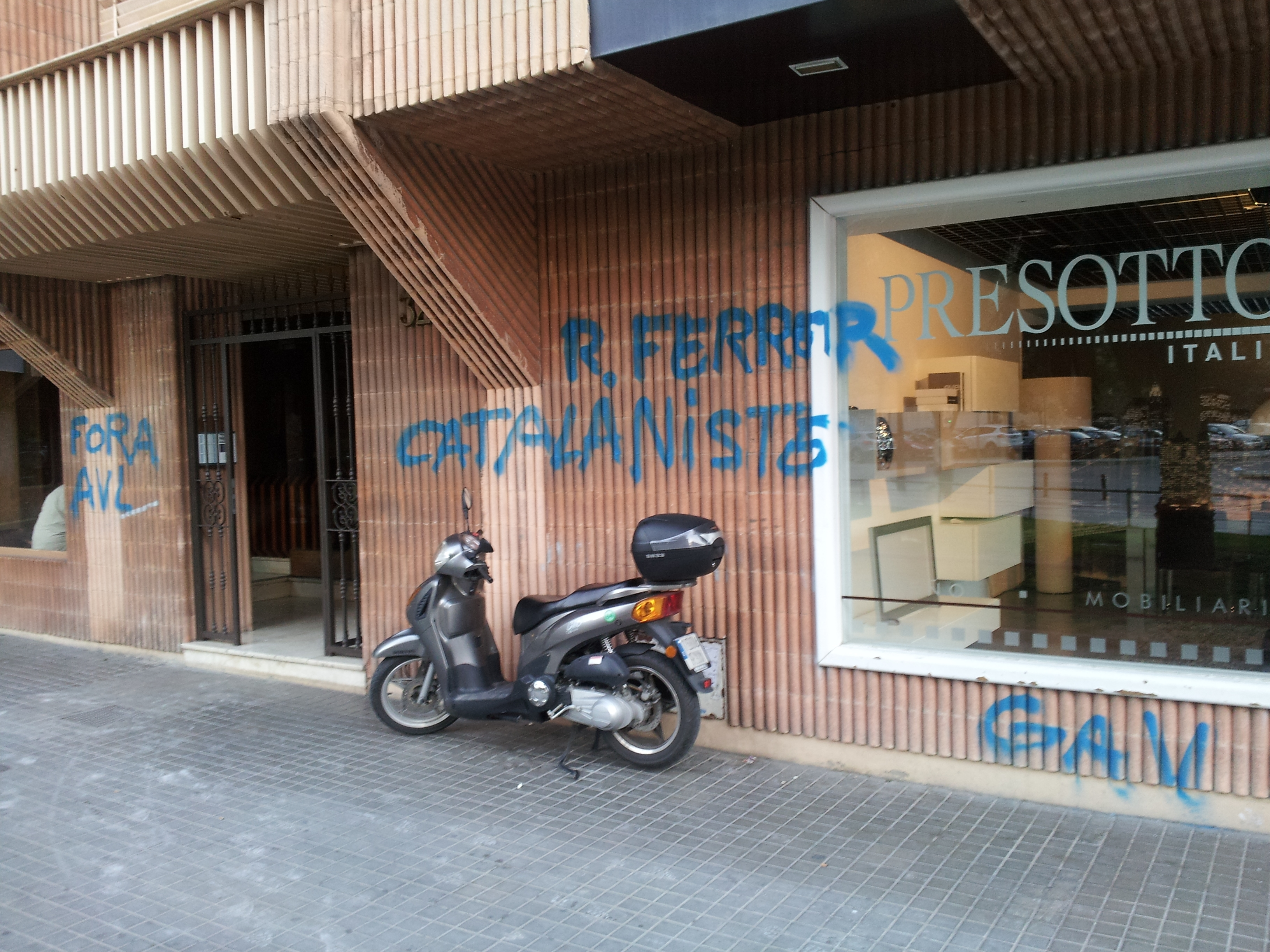
Pintada del Grup d'Acció Valencianista en el domicilio del presidente de la AVL.

El sector de opinión que considera que el valenciano es un idioma independiente del catalán, sector denominado por sus adversarios como blavero, es el más crítico con la institución, ya que siempre se han mostrado en contra de una institución cuya creación se atribuye a un acuerdo político por la defensa de la unidad de la lengua, el cual según fuentes periodísticas fue firmado en 1996 por el Presidente de Cataluña (Jordi Pujol) y su homólogo valenciano (Eduardo Zaplana), para garantizar el apoyo de CiU al Gobierno de España del PP, rechazando la validez lingüística de esta institución.
Algunos de los grupos que están totalmente en contra de la AVL son la Real Academia de Cultura Valenciana (RACV), las entidades culturales Lo Rat Penat y Renaixença Valencianista, el Grup d'Acció Valencianista (GAV), la Plataforma Valencianista (PLV) y el Círculo Cívico Valenciano (CCV). El GAV llegó a realizar varios actos vandálicos contra la Academia, como la concentración en 2001 en la que se increpó a Xavier Casp después que este anunciara su participación como miembro en la AVL, o las pintadas insultantes en la vivienda de Ramon Ferrer, presidente de la Academia, en 2013 y 2014. Otras acciones del GAV contra la Academia incluyen el boicot al acto en homenaje al poeta Vicent Andrés Estellés que estaba realizando la AVL en Burjasot en 2013, así como también la quema de banderas catalanas en 2014.
Con la publicación del Diccionari normatiu valencià reafirmando que el catalán y el valenciano son la misma lengua, varias personalidades y asociaciones contrarias a este hecho, como la sección juvenil del PP, el partido político Ciudadanos-Partido de la Ciudadanía de Valencia, la RACV, Lo Rat Penat, Renaixença Valencianista o el GAV, han criticado esta visión de la AVL, llegando a pedir en un manifiesto conjunto el cierre de la Academia. Junto a estas críticas, la PLV y el CCV pidieron al presidente de la Academia Valenciana de la Lengua, quien también era miembro de la Real Academia de Cultura Valenciana, que dejara su puesto como académico de la RACV, ya que consideraban que la AVL y la RACV son entidades que defienden posturas completamente contrarias, y que su permanencia en la RACV estaba provocando, a su entender, la pérdida de credibilidad de esta institución, a lo que Ferrer respondió el 6 de marzo presentando su dimisión al presidente de la RACV. Varios Consejeros de la Generalidad Valenciana (Serafín Castellano, Isabel Bonig, María José Català, José Císcar, Luis Santamaría...) también realizaron declaraciones muy críticas con la institución, amenazándola, entre otras cosas, con retirarle el presupuesto u obligarla mediante un decreto a modificar la definición de valenciano de este diccionario.
Por la cantidad de críticas recibidas el vicepresidente de la Academia Valenciana de la Lengua, Josep Palomero, realizó una declaración en la que defendió el gran esfuerzo que la institución ha desarrollado durante 12 años para sacar adelante el Diccionari normatiu valencià y, por ello, describió la reacción de los políticos del Partido Popular como «fuegos artificiales que demuestran su propia ignorancia.» También salieron en defensa de la institución partidos políticos como Esquerra Unida del País Valencià, que decía que los únicos que pueden juzgar el trabajo de la AVL son los filólogos, la Coalició Compromís, que pedía una disculpa a la AVL por parte del gobierno de Alberto Fabra y del PP, y también el PSPV, que apoyaba que la AVL equiparara el valenciano y el catalán en su diccionario. Por su parte Escola Valenciana recordó al presidente de la Generalidad Valenciana, Alberto Fabra, que «los diccionarios los hacen los académicos, no los políticos».

### Críticas del sectorcatalanista

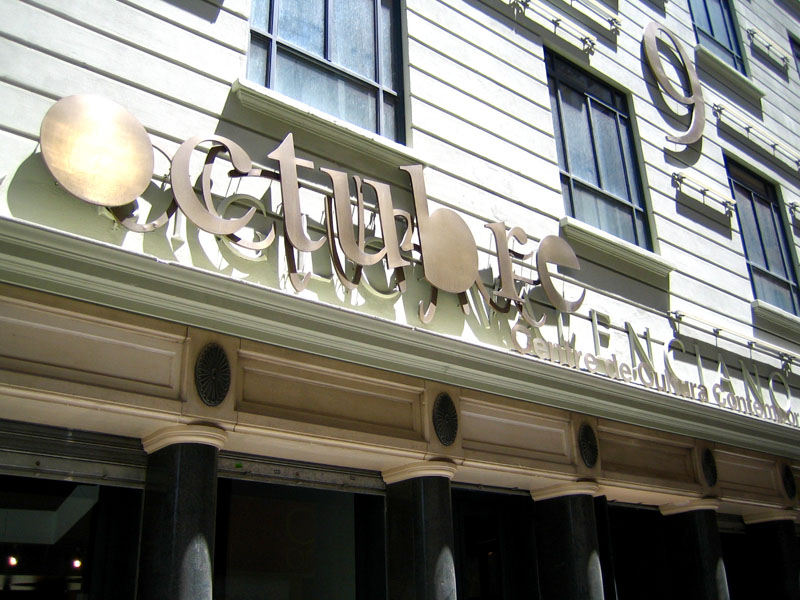
Sede de ACPV, asociación cultural de Valencia que ha destacado por la defensa de la unidad de la lengua catalana.

Desde el punto de vista opuesto también se ha criticado a la AVL, en este caso son algunos de los partidarios de la unidad de la lengua catalana, los denominados por sus adversarios como catalanistas, ya que consideran que no era necesaria la creación de un nuevo ente regulador para el valenciano, ni tampoco el realizar nuevas gramáticas ni nuevos diccionarios, puesto que consideran que el valenciano es parte del catalán, y por lo tanto esta función ya la realiza el Instituto de Estudios Catalanes (IEC). Joan Ribó, claro defensor de la unidad de la lengua, no estaba de acuerdo con la Academia en la época de su constitución porque desconfiaba sobre la postura de los académicos acerca de la identidad de la lengua, si bien posteriormente ha mostrado su apoyo hacia la institución, pidiendo que se la deje trabajar sin injerencias políticas. La asociación cultural Acció Cultural del País Valencià (ACPV) también ha mostrado en algún momento su desacuerdo con la AVL, diciendo por ejemplo que sus informes sobre la elaboración del material curricular en las escuelas «representaban un paso más en la desorientación lingüística y la desmembración dialectal de la lengua catalana, ya que las orientaciones y sugerencias destinadas a priorizar las formas más coloquiales y genuinas en el material escolar de los alumnos de primaria tienen como objetivo desfamiliarizarlos desde bien pronto del estándar unitario de esta lengua.» Durante los gobiernos del Partido Popular este grupo de críticos también reprochó que la Academia Valenciana de la Lengua era un instrumento que la Generalidad Valenciana utilizaba para fomentar la división de la lengua.
La publicación del Diccionari normatiu valencià también ha recibido críticas desde los sectores conocidos como catalanistas. Un ejemplo son las críticas que realizó Ferran Carbó, director del Institut Interuniversitari de Filologia Valenciana (IIFV), quién dijo que no le gustaba el procedimiento de elaboración de este diccionario, puesto que se había dejado de lado la coordinación, el consenso y la valoración de las universidades valencianas y del IEC. Otras personalidades relacionadas con este sector como Toni Cucarella (escritor y político) o Francesc Esteve (técnico lingüístico de la Universidad de Valencia), también crtitican a la institución por haber incorporado palabras propias del registro coloquial al diccionario, así como también por el carácter dialectizador que le han otorgado al multiplicar las variantes, lo cual supone para ellos que esta herramienta no sea capaz de mantener un criterio de coherencia, suponiendo esto el fin de la unidad del catalán. Junto a las críticas, algunas de estas personalidades también elogian algunos aspectos del Diccionari normatiu valencià, como el hecho de reconocer la oficialidad de algunas palabras genuinas valencianas o el adaptar palabras naturales valencianas que no aparecían en el Diccionari de la llengua catalana de l'Institut d'Estudis Catalans  (DIEC).
El académico responsable de coordinar la comisión encargada de redactar el Diccionari normatiu valencià, Jordi Colomina, respondió a las críticas sobre el carácter dialectizador del diccionario con la siguiente afirmación: «el DNV es un diccionario general de la lengua común de los territorios de la antigua Corona de Aragón, y que por el hecho de estar realizado en Valencia da prioridad a las palabras, acepciones y frases propias del valenciano, incorporándolos por primera vez, ya que estaban ausentes en los diccionarios anteriores. Además de esto, este diccionario también incluye todo el corpus lexicográfico normativo propio del resto de zonas donde también se habla esta lengua.»

### Críticas al coste económico
Entre los años 2008 y 2015 la Generalidad Valenciana sufrió una grave crisis financiera, la cual provocó que el conjunto de instituciones de la Generalidad recibieran críticas por el coste económico que suponía su mantenimiento. Debido a esto el presupuesto de la AVL se vio mermado en un 25 % entre el año 2010 y el 2013, siendo la partida presupuestaria para el ejercicio 2013 de 3 265 000 euros, aunque esta no fue la última reducción presupuestaria del ente normativo del valenciano, ya que en los años 2014 y 2015 el presupuesto que tuvo fue de 2 934 510 euros. También se llegó a proponer una reducción del número de académicos, para lo cual el Consejo de la Generalidad aprobó un proyecto de ley que se tramitó en las Cortes Valencianas, aunque no llegó a aprobarse por la negativa de la oposición a votar a favor de esta polémica medida. Tras la publicación del Diccionari normatiu valencià y las críticas que recibió la AVL, algunos Consejeros de la Generalidad Valenciana aprovecharon la situación para amenazar con eliminar la partida presupuestaria de la institución, aunque en este caso no se debía a la crisis económica de la Generalidad sino a la debilidad política del gobierno del PP de Alberto Fabra.

## Publicaciones
La Academia Valenciana de la Lengua ha publicado varios documentos normativos, algunos de ellos en papel, y otros en formato digital, que se describen a continuación:

### Textos Normativos
- El Diccionari ortogràfic i de pronunciació del valencià (2006),[164] una obra que sin pretensiones de perfección, incorpora un extenso léxico de más de 75 000 palabras con información relativa a su variación morfológica, especificando la pronunciación en aquellos casos en los que la ortografía no es transparente.
- La Gramàtica normativa valenciana (2006),[165] la cual se estructura en cuatro grandes bloques dedicados a la ortografía, la sintaxis y la formación de las palabras. La obra tiene un carácter normativo y descriptivo, en la medida que trata de orientar sobre las formas más recomendadas en los registros formales y en el estándar, pero integrando las propuestas normativas dentro de una descripción general de la estructura de la lengua.
- La normativa ortogràfica del valencià (2006),[166] con los criterios ortográficos del valenciano oficializados por la academia.
- L'estàndard oral del valencià (2006), el cual tiene por objetivo el fijar unas pautas ortoépicas que sirvan de orientación a los usuarios de la lengua.[167]
- Els gentilicis valencians (2006), que presenta las formas de los gentilicios correspondientes a los habitantes de todos los municipios valencianos, así como la grafía y la pronunciación del nombre de estos municipios.[168]
- El Diccionari normatiu valencià (2014),[169][170] cuyo propósito es el proporcionar una obra útil con definiciones adecuadas y actualizadas (93.349 entradas), para un conjunto variado de usuarios del valenciano, combinando la tradición lexicogràfica con la terminología más moderna.
- La Gramàtica Valenciana Bàsica (2016),[171][172] la cual tiene como propósito el hacer posible que el valenciano se integre con normalidad en el día a día, que se dé prioridad a las formas más correctas de la tradición y evitar las interferencias de otras lenguas ocasionadas por la minorización lingüística.

### Onomástica
- Sèrie: Antroponímia 1: Vocabulari de noms de persona (2006).
- Sèrie: Toponímia dels Pobles Valencians: Toponímia dels Pobles Valencians I (2004).
- Sèrie: Toponímia dels Pobles Valencians: Toponímia dels Pobles Valencians II (2009).
- Sèrie Toponímia: El Corpus toponímic valencià -CTV- (2009).
- Sèrie: Toponímia dels Pobles Valencians: Toponímia dels Pobles Valencians III (2012).

### Vocabularios
- Vocabulari jurídic (2006).
- Vocabulari nàutic (2007).
- Vocabulari de futbol (2008).
- Vocabulari del joc de pilota (2010).
- Vocabulari d'economia (2011).
- Vocabulari de la música (2013).

### Léxicos
- Els lèxics bàsics (2009-2010).
- Lèxics: sèrie pòsters (2011).

### Manuales
- Manual de documentació administrativa (2011).
- Llibre d’estil per als mitjans audiovisuals en valencià (2011).

### Investigación
- Sèrie Homenatges: El món mariner de Peníscola, Alfred Ayza Roca (2005).
- Llibre blanc de l’ús del valencià I. Enquesta sobre la situació social del valencià. 2004 (2005).
- Sèrie Homenatges: Sant Bernat de Rascanya, Vicent Gascon Pelegrí (2006).
- Sèrie Homenatges: Record i pensament. Ramón Arnau García, (2006).
- Sèrie Homenatges: Per la memòria històrica dels valencians, Pere Maria Orts i Bosch (2006).
- Les Normes de Castelló. L’interés per la llengua dels valencians al segle XX, Josep Daniel Climent (2007).
- Les nostres paraules, Eugeni S. Reig (2009).
- Llengua d’arraix. La parla almadravera valenciana, Francesc-Xavier Llorca Ibi (2008).
- Llibre blanc de l’ús del valencià II. Iniciatives per al foment del valencià (2008).
- Acció Valenciana (1930-1931). La consciència desvetlada, Santi Vallés (2008).
- Millorem la pronúncia, Josep Saborit Vilar (2009).
- Enric Valor: estudi i compromís per la llengua, Josep Daniel Climent (2011).
- Els usos lingüístics a les universitats públiques valencianes, Artur Aparici i Rafael Castelló -dirs.- (2011).
- La cançó en valencià. Dels repertoris tradicionals als gèneres moderns, Josep Vicent Frechina (2011).
- El valor comunicatiu de la construcció «de + adjectiu qualificatiu», Abelard Saragossà (2011).
- La transmissió familiar del valencià, Brauli Montoya Abat, Antoni Mas i Miralles (2011).
- L’obra literària de Vicent Andrés Estellés. Gèneres, tradicions poètiques i estil, Vicent Salvador i Manuel Pérez Saldanya (2013).
- Joan Roís de Corella (1435-1497). Síntesi biogràfica i aportació documental, Abel Soler (2014).

### Documentos
- De les Normes de Castelló a l’Acadèmia Valenciana de la Llengua (2002).
- Llei d’Ús i Ensenyament del Valencià. Elaboració i desplegament (2003).
- Acords de l’Acadèmia Valenciana de la Llengua 2001-2004 (2005).
- Dictamen sobre els principis i criteris per a la defensa de la denominació i l’entitat del valencià (2005).
- Acords de l’Acadèmia Valenciana de la Llengua 2005-2011 (2012).
- La LUEV, camí de futur. Estatus jurídic del valencià i valoracions del procés de promoció (2013).

### Otros
Además de estas obras la Academia ha publicado otras colecciones, como las de Textos Valencians, Clàssics Valencians, Documents Històrics Valencians, etc. Hay que destacar que la AVL sigue trabajando en nuevas obras, como l'Atles lingüístic, l'Atles toponímic, el Corpus antroponímic valencià, la segona part de la proposta dels Texts litúrgics y el anuario de la Academia.

#### Glosario de siglas y acrónimos
| - ACPV: Acció Cultural del País Valencià. - AVL: Academia Valenciana de la Lengua. - CCV: Círculo Cívico Valenciano. - CES: Comité Económico y Social. - CIU: Convergència i Unió. - CIVAL: Corpus Informatitzat del Valencià. - CJC: Consejo Jurídico Consultivo. - CTV: Corpus toponímic valencià. - CVC: Consejo Valenciano de Cultura. - DIEC: Diccionari de la llengua catalana de l'Institut d'Estudis Catalans. - DNV: Diccionari normatiu valencià. - DOCV: Diari Oficial de la Comunitat Valenciana. - DOPV: Diccionari ortogràfic i de pronunciació del valencià. - EUPV: Esquerra Unida del País Valencià. | - GAV: Grupo de Acción Valencianista. - GNV: Gramàtica normativa valenciana. - IEC: Institut d'Estudis Catalans. - IIFV: Institut Interuniversitari de Filologia Valenciana. - LUEV: Ley de uso y enseñanza del valenciano. - PLV: Plataforma Valencianista. - PP: Partido Popular. - PPCV: Partido Popular de la Comunidad Valenciana. - PSOE: Partido Socialista Obrero Español. - PSPV: Partido Socialista del País Valenciano. - RACV: Real Academia de Cultura Valenciana. - RAE: Real Academia Española. - UV: Unió Valenciana. |